# شركات المدن الصينية في الخارج
شركة المدن الصينية في الخارج. هي مؤسسة صينية مملوكة للدولة، وتشرف عليها لجنة مراقبة وإدارة الأصول المملوكة للدولة التابعة لمجلس الدولة . شركات المدن الصينية في الخارج هي الشركة الأم للشركات المساهمة العامة شركة المدن الصينية في الخارج المحدودة ( SZSE)، شركة المدن الصينية في الخارج (أسيا) ( SEHK: 03366 ، وهي شركة تابعة لشركة المدن الصينية في الخارج) ومجموعة كونكا ( SZSE ). وتشارك في عملية عبر القطاعات وعبر الصناعة.
تأسست الشركة في عام 1985 ويقع مقرها الرئيسي في شنتشن، الصين . منذ عام 1985، قامت الشركة بتعزيز ثلاث شركات رئيسية رائدة في الصين، وهي السياحة والصناعة الثقافية ذات الصلة، والعقارات، وتطوير الفنادق، وتصنيع المنتجات الإلكترونية. باعتبارها الشركة التابعة المدرجة، توفر أكت أيه منصة لتشغيل رأس المال لمجموعة أكت.[بحاجة لمصدر]
تشتهر الشركة بعلاماتها التجارية المشهورة على المستوى الوطني، بما في ذلك ستة متنزهات هابي فالي الترفيهية،  مجموعة كونكا ، قرية الصين الشعبية الرائعة ، نافذة على العالم ، أكتوبر إيست ، فندق أكتوبر جراند، فندق فينيسيا، ميناء أكتوبر وما إلى ذلك.